# Craterium
Genre
Craterium est un genre de Mycétozoaires (anciennement les Myxomycètes) de l’ordre des Physarales. Il se distingue par ses coupes particulièrement persistantes.

## Description

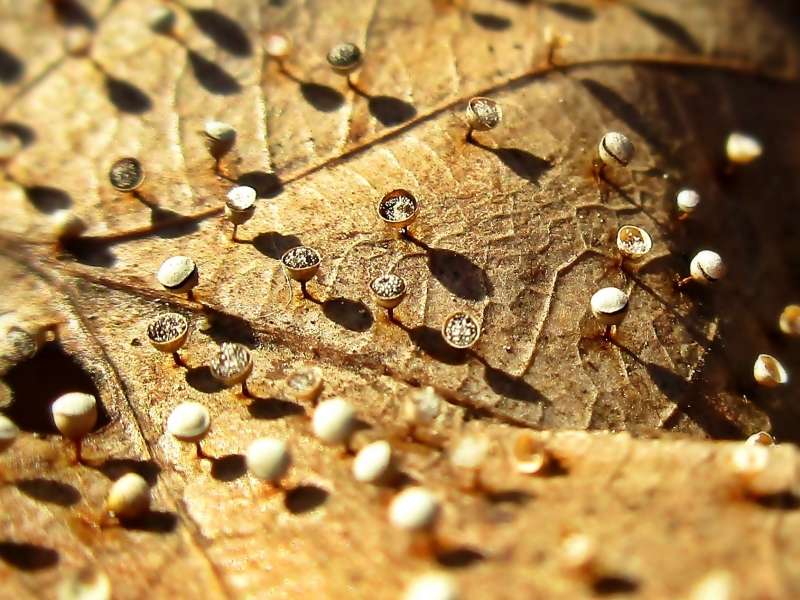
Craterium minutum

La fructification est un sporangium pédonculé à peu pédonculé, sphérique, globuleux ou en forme de coupe. Le péridium (couche externe) est constitué d'une ou deux couches cartilagineuses entrelacées, dont la moitié supérieure forme généralement une sorte de couvercle. Il est incrusté de nodules calcaires. La couche interne est constituée d'un capillitium formé de nodules calcaires reliés par des fils translucides. Ces nodules se regroupent généralement en une tige fine (une pseudocolumelle) au centre de la coupe. Les spores formées en masses, varient du rose profond ou pourpre au noir.
La coupe, nommée calyculus, est de par sa persistance un moyen sûr de déterminer le genre Craterium. Les espèces qui ont un couvercle distinct du reste du péridium sont facilement reconnaissables.

## Distribution
Le genre Craterium est cosmopolite, sept espèces étant présentes en France métropolitaine. L'espèce la plus commune est Craterium leucocephalum. Avec ses sporangium violet vif, Craterium paraguayense, est principalement tropical à subtropical.

## Ensemble des espèces
Sont regroupées ici l'ensemble des espèces reconnues selon Index Fungorum. Les espèces notées par un « F » sont présentes en France métropolitaine selon l'INPN.
- Craterium aureomagnum
- Craterium aureonucleatum (F)
- Craterium aureum (F)
- Craterium atrolucens
- Craterium concinnum (F)
- Craterium costatum
- Craterium leucocephalum (F)
- Craterium microcarpum
- Craterium minutum (F)
- Craterium muscorum (F)
- Craterium obovatum (F)
- Craterium paraguayense
- Craterium reticulatum
- Craterium rubronodum
- Craterium yichunense

Quelques représentants du genre Craterium
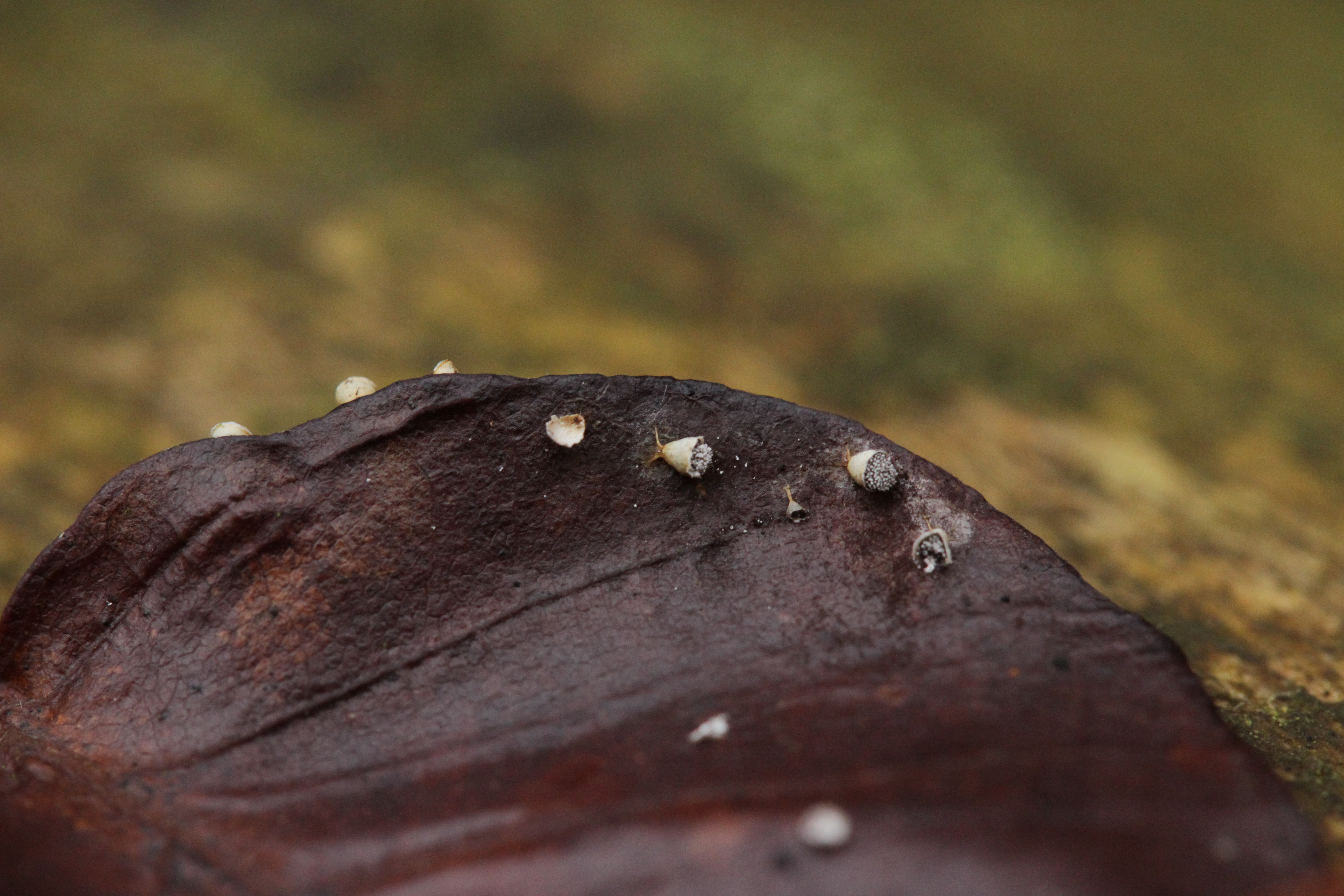
Craterium leucocephalum
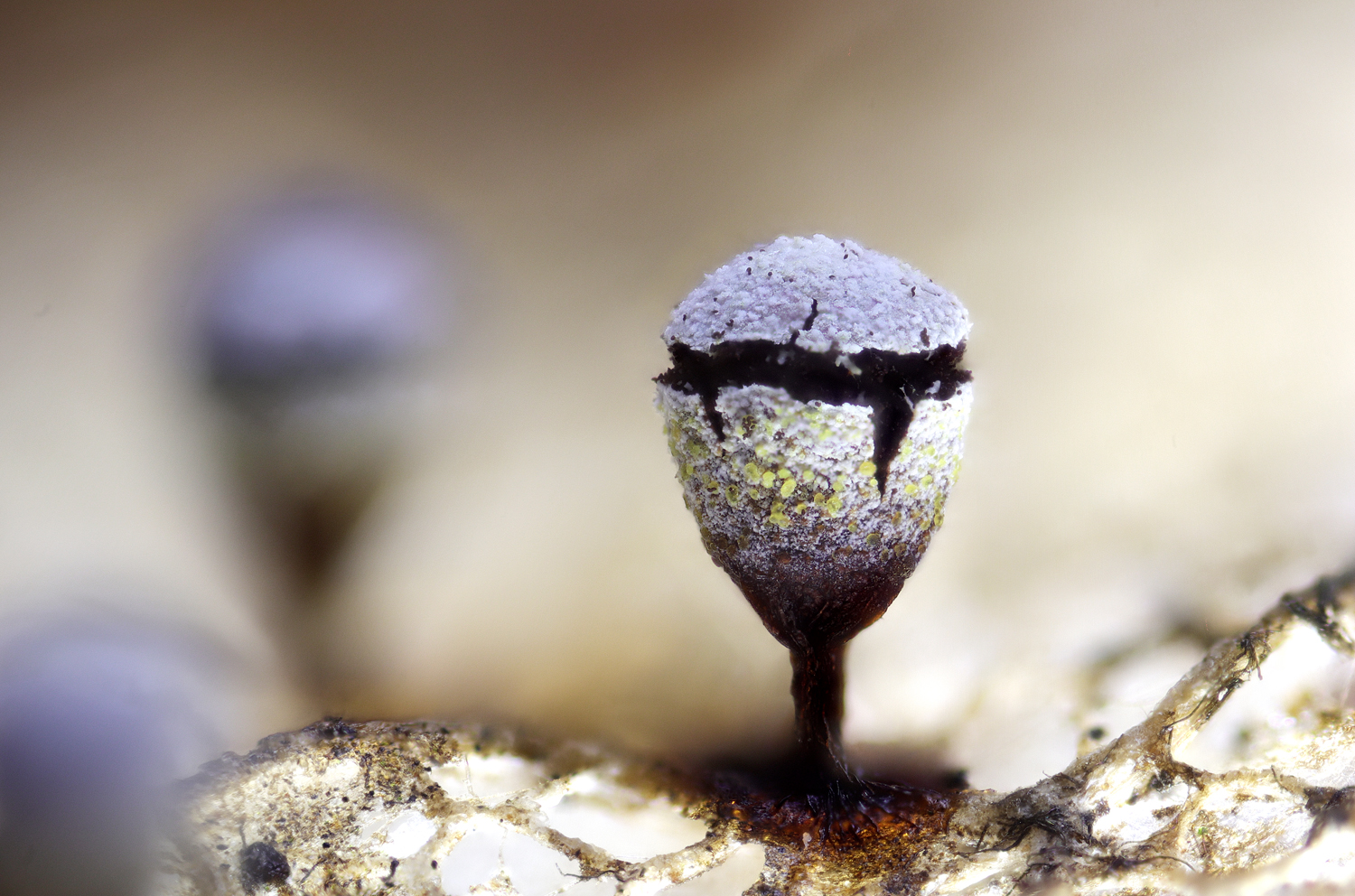
Craterium leucocephalum
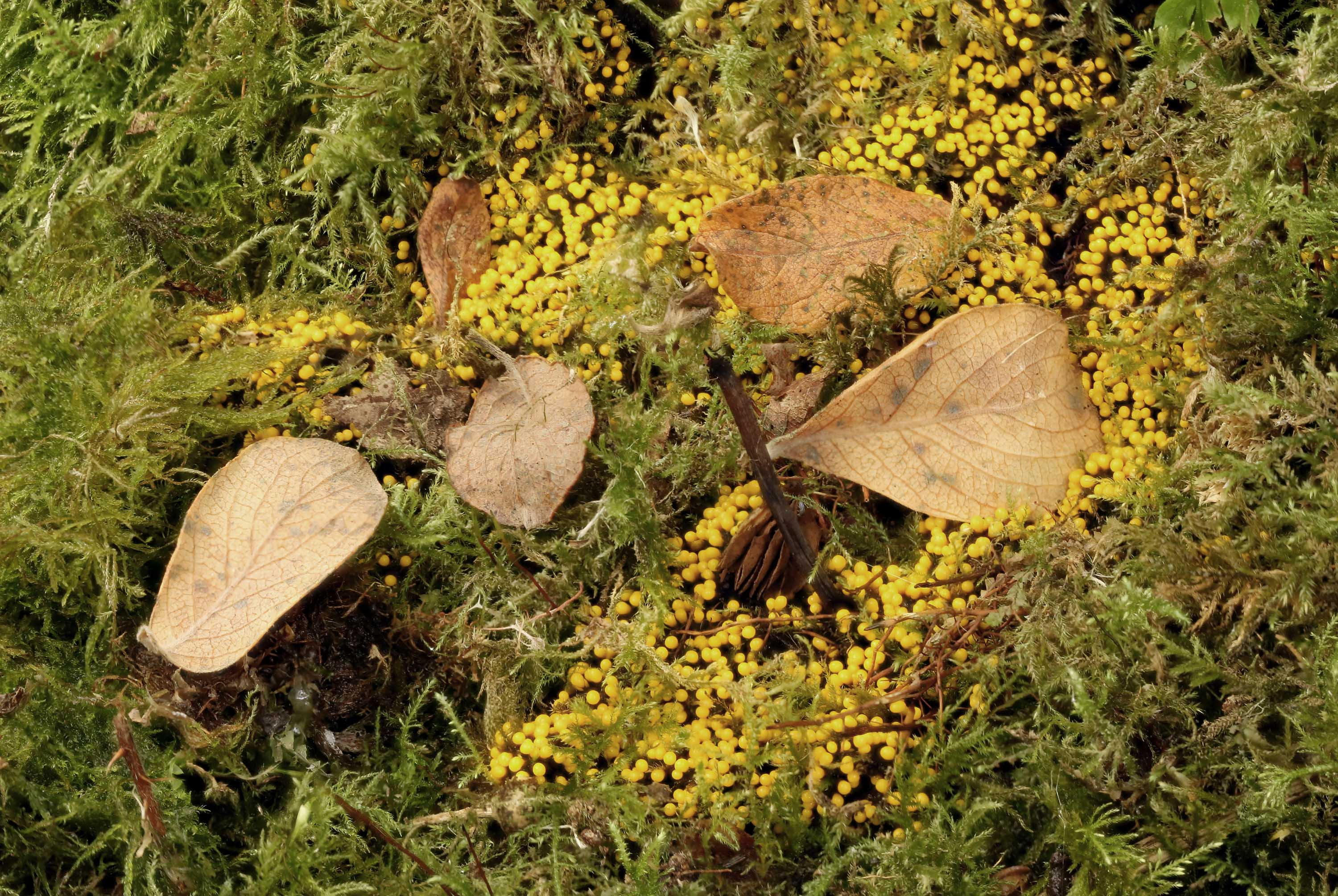
Craterium muscorum
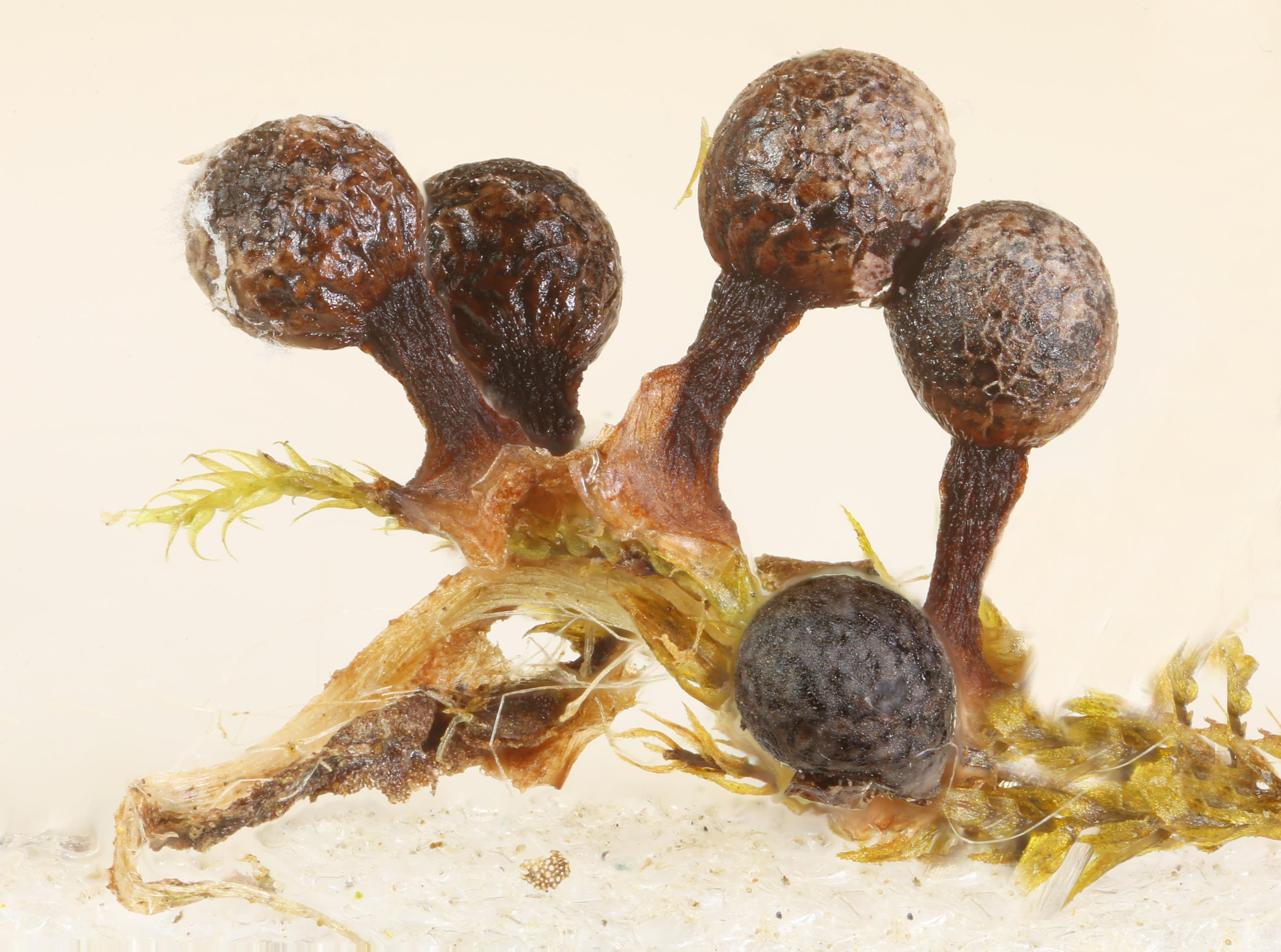
Craterium muscorum
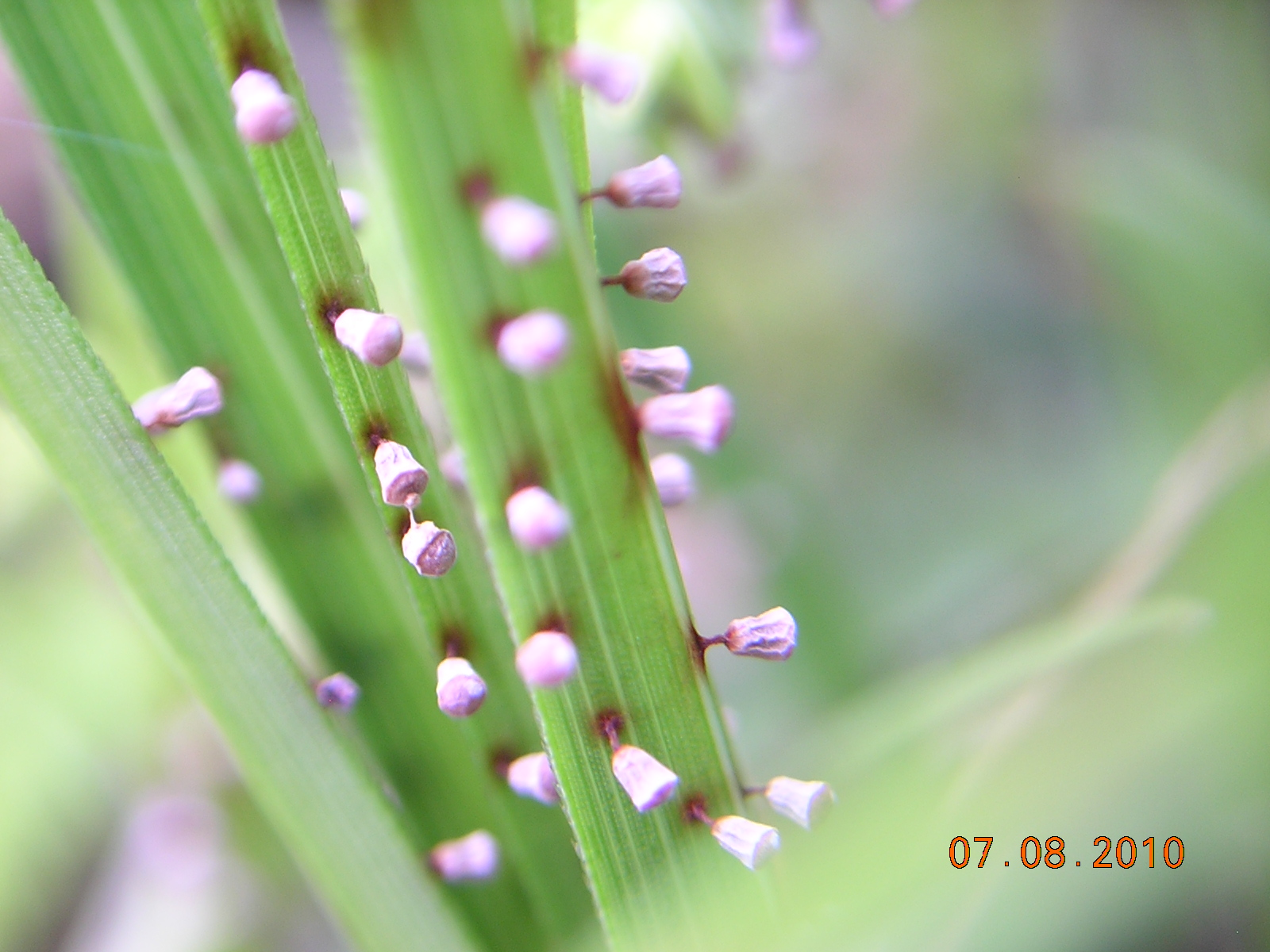
Craterium indéterminé